# Vapaala
Vapaala (en suédois : Friherrs, est un quartier de Vantaa en Finlande,.

## Présentation
Vapaala est depuis les années 1970, un quartier de l'Ouest de Vantaa. 
La petite zone de maisons individuelles de Vapaala est située à l'est de la Vihdintie dans la zone bordée par Varisto et Myyrmäki et la zone d'immeubles résidentiels  de Rajatorpa. 
Le quartier de Vapaala comprend également Rajatorpa, une zone d'immeubles residentiels construits dans les années 1960 et 1970.
Le quartier de Vapaala fait partie du district de Myyrmäki. 
Vapaala est à distance de marche des services de Myyrmäki, tels que le centre de santé, le centre commercial Myyrmanni, la bibliothèque, le centre sportif, le parc sportif et les magasins de loisirs et de décoration d'intérieur de Petikko. 
Il y a un centre commercial à Rajatorpa.

## Galerie

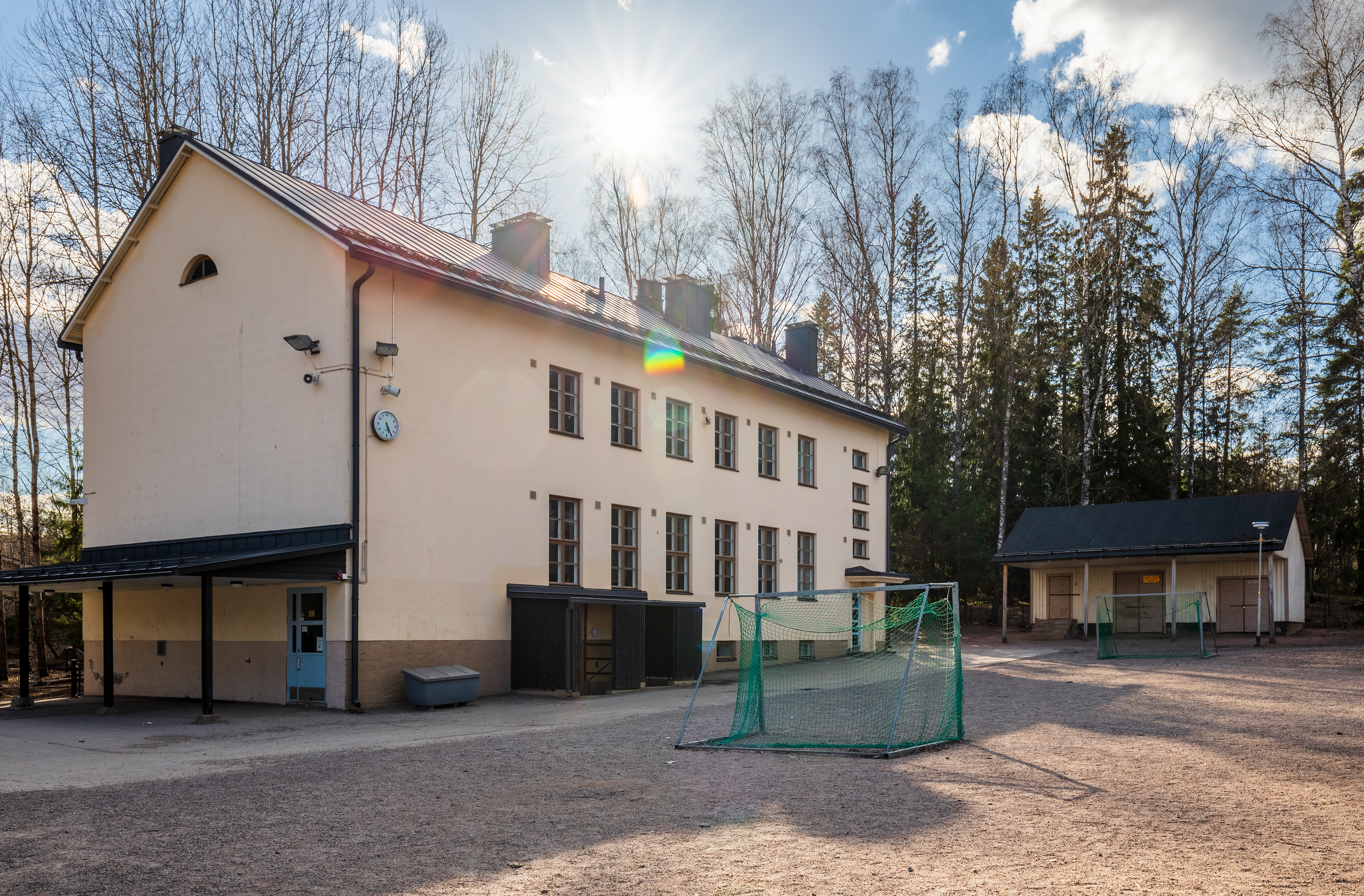
École d'Ilpola.
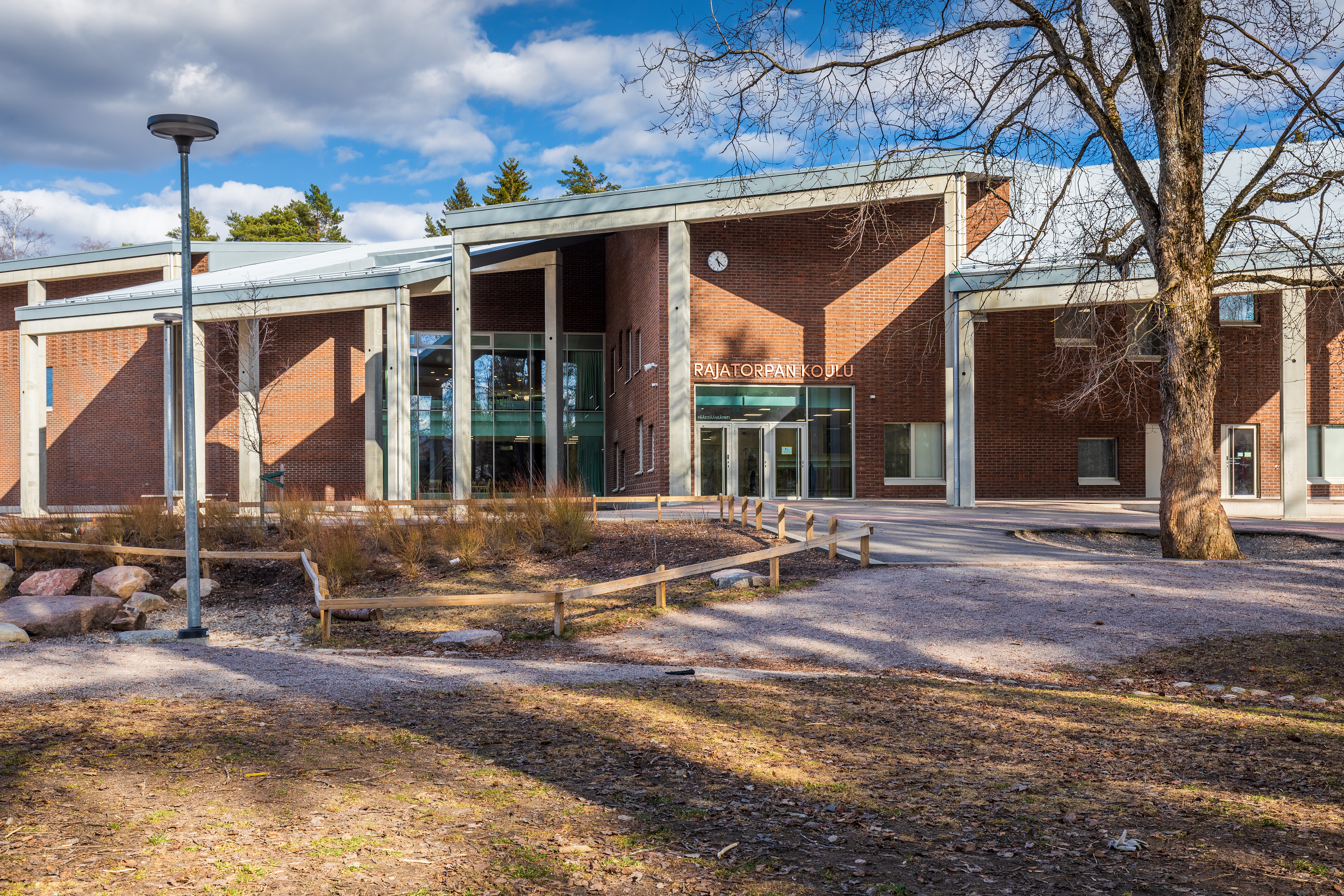
École de Rajatorppa.
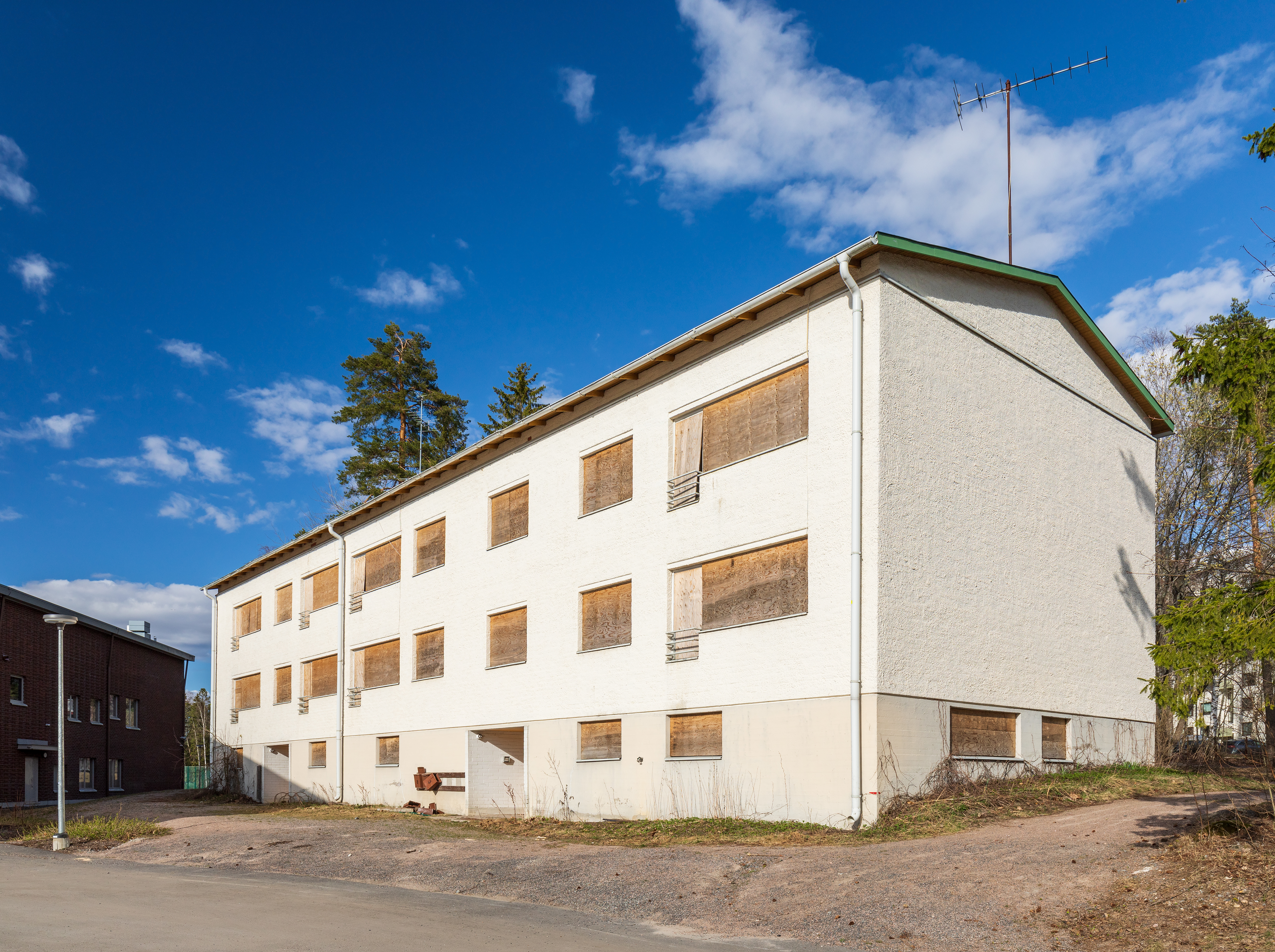
Maison médicale de Vapaala.
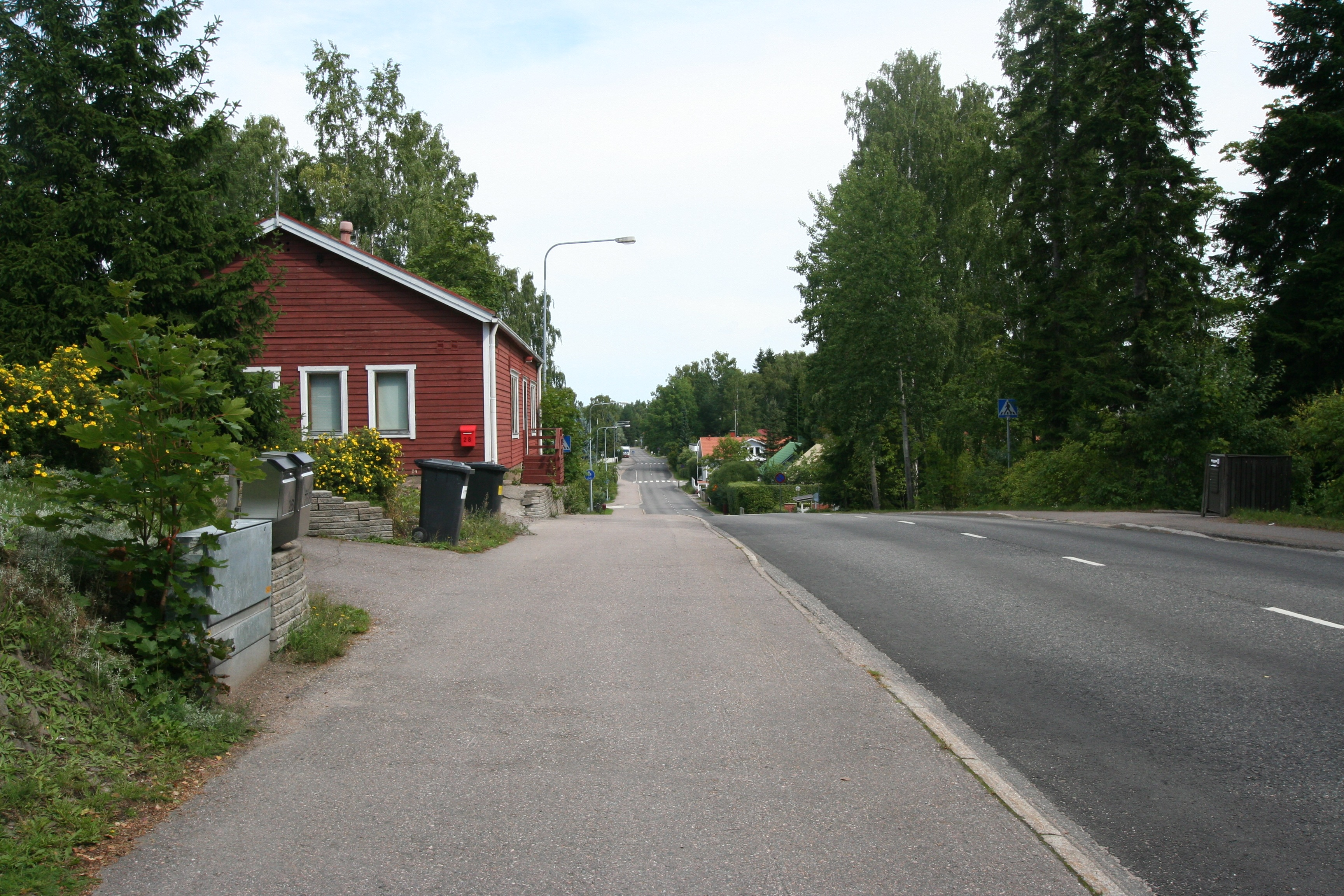
Vapaalantie.
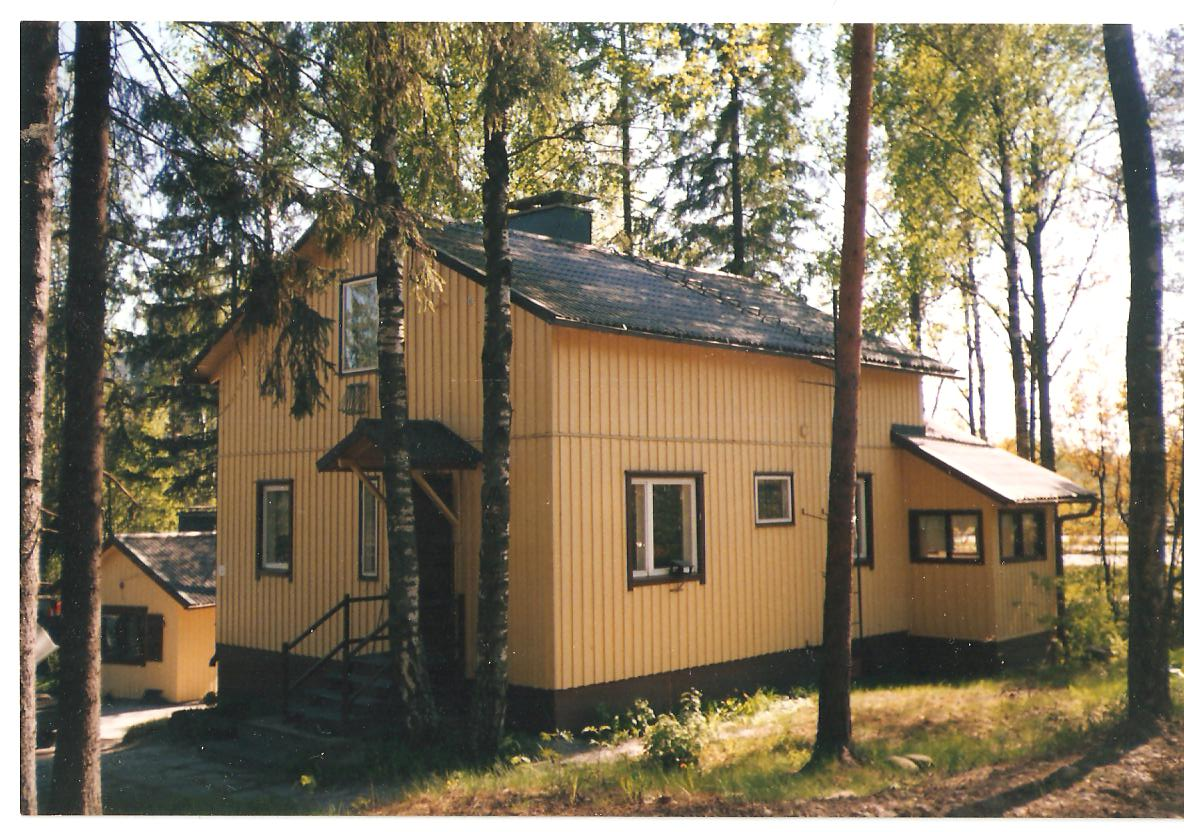
Kierretie.